# Crematogaster misella
Crematogaster misella is een mierensoort uit de onderfamilie van de Myrmicinae. De wetenschappelijke naam van de soort is voor het eerst geldig gepubliceerd in 1920 door Arnold.